# Hollywood 1953
Pour plus de détails, voir Fiche technique et Distribution.
Hollywood 1953 (Being the Ricardos) est un film américain réalisé par Aaron Sorkin et sorti en 2021. Il s'agit d'un film biographique revenant sur la relation entre les acteurs Lucille Ball et Desi Arnaz, vedettes de la série télévisée I Love Lucy dans les années 1950.

## Synopsis

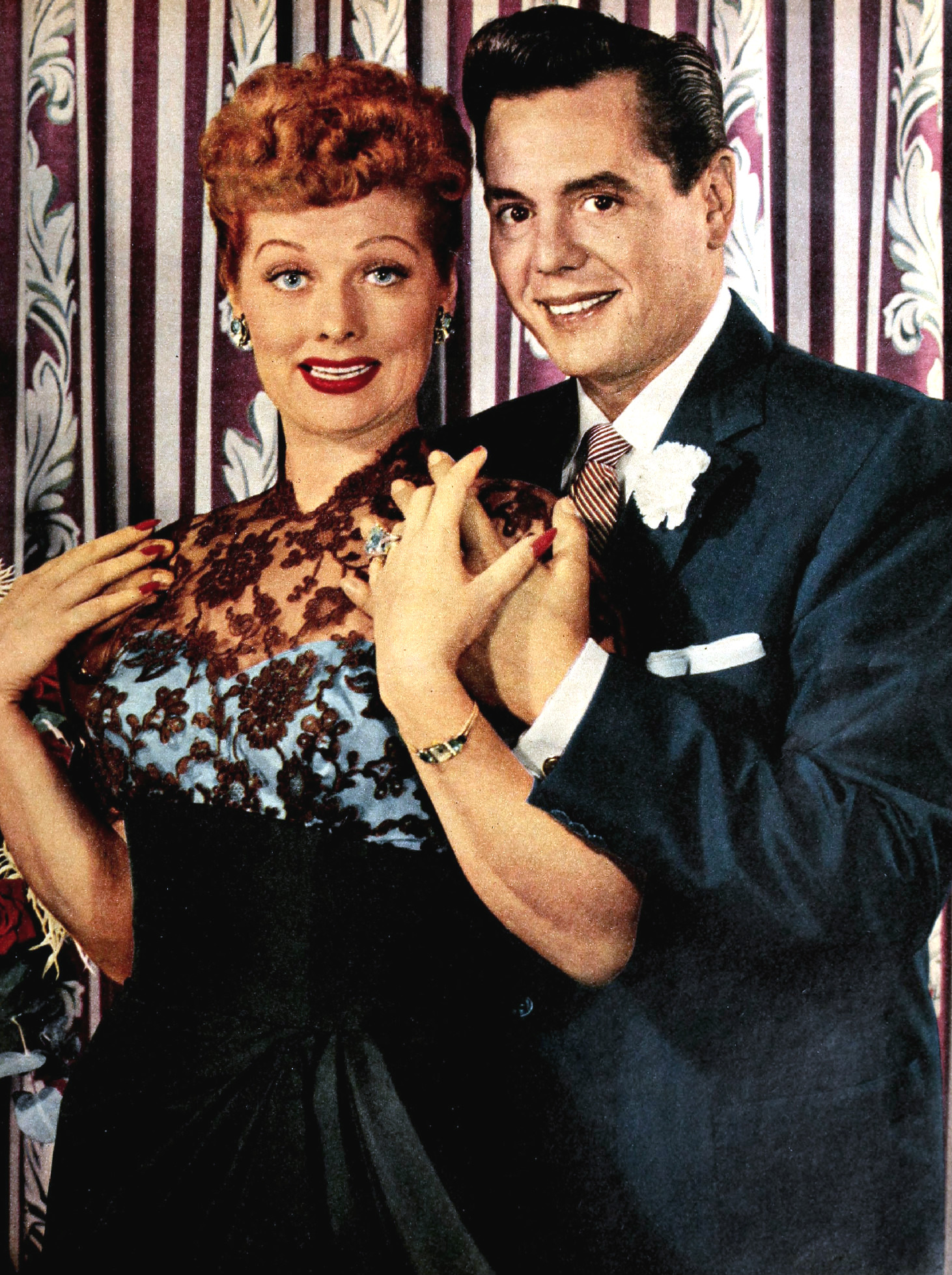
Lucille Ball et Desi Arnaz en 1955

En 1952, les acteurs Lucille Ball et Desi Arnaz forment un couple aussi bien à la ville qu'à l'écran. Ils incarnent Lucy et Ricky Ricardo dans la série télévisée à succès I Love Lucy. Ils vivent une semaine compliquée car une crise menace leur carrière et leur mariage. Alors que les infidélités de Desi font la une de la presse, Lucille est accusée de sympathie pour le communisme,.

## Fiche technique
Sauf indication contraire, les informations mentionnées dans cette section peuvent être confirmées par la base de données cinématographiques IMDb,  présente dans la section « Liens externes ».
- Titre original : Being the Ricardos
- Réalisation et scénario : Aaron Sorkin
- Musique : Daniel Pemberton
- Direction artistique : Andres Cubillan
- Décors : Jon Hutman
- Costumes : Susan Lyall
- Photographie : Jeff Cronenweth
- Montage : Alan Baumgarten
- Production : Todd Blac, Jason Blumenthal et Steve Tisch

Producteurs délégués : Desi Arnaz Jr., Lucie Arnaz, Stuart M. Besser, Jenna Block, David J. Bloomfield et Lauren Lohman
- Sociétés de production : Amazon Studios et Escape Artists
- Sociétés de distribution : Amazon Studios
- Budget : n/a
- Pays de production :  États-Unis
- Langue originale : anglais
- Format : couleur
- Genre : drame biographique, romance
- Durée : 131 minutes
- Dates de sortie[3] :
  - États-Unis : 10 décembre 2021 (sortie limitée en salles)
  - France : 21 décembre 2021 (Prime Video)

## Distribution
- Nicole Kidman (VF : Danièle Douet) : Lucille Ball
- Javier Bardem (VF : Jérémie Covillault) : Desi Arnaz
- J. K. Simmons (VF : Jean Barney) : William Frawley
- Nina Arianda (VF : Marie Bouvier) : Vivian Vance
- Tony Hale (VF : Nessym Guetat) : Jess Oppenheimer
- Alia Shawkat (VF : Laëtitia Lefebvre) : Madelyn Pugh (en)
- Jake Lacy (VF : Sylvain Agaësse) : Bob Carroll Jr. (en) jeune
- Clark Gregg (VF : Pierre Tessier) : Howard Wenke
- John Rubinstein (VF : Michel Dodane) : Jess Oppenheimer âgé
- Linda Lavin : Madelyn Pugh âgée
- Robert Pine
- Christopher Denham (VF : Vincent de Boüard) : Donald Glass

## Production

### Genèse et développement
En septembre 2015, il est révélé que Cate Blanchett incarnera Lucille Ball dans un film écrit par Aaron Sorkin. Amazon Studios acquiert le film en août 2017.
En novembre 2019, la production obtient un crédit d'impôt pour tourner en Californie. En janvier 2021, il est annoncé que Cate Blanchett a finalement quitté le projet et que Nicole Kidman est en négociations pour la remplacer. Javier Bardem est alors évoqué pour incarner Desi Arnaz. Après son expérience de réalisateur avec Les Sept de Chicago (2020), Aaron Sorkin décide de réaliser lui-même le film.
En février 2021, J. K. Simmons et Nina Arianda sont choisis pour incarner respectivement William Frawley et Vivian Vance. Le mois suivant, la distribution se complète avec les arrivées de Tony Hale, Alia Shawkat, Jake Lacy et Clark Gregg.

### Tournage
Le tournage débute le 29 mars 2021 à Los Angeles. Alors que l'équipe tourne dans le célèbre hôtel Château Marmont, les prises de vues sont arrêtées en raison d'une grève des employés de l'établissement. En septembre 2021, Aaron Sorkin révèle que le film est en postproduction.

## Sortie et accueil

### Dates de sortie
Le film est diffusé sur Prime Video dès le 21 décembre 2021. Aux États-Unis, il connait d'abord une sortie limitée en salles le 10 décembre 2021.

## Distinctions

### Récompense
- Golden Globes 2022 : Meilleure actrice dans un film dramatique pour Nicole Kidman

### Nominations
- Golden Globes 2022 : 
  - Meilleur acteur dans un film dramatique pour Javier Bardem
  - Meilleur scénario
- Oscars 2022 :
  - Meilleur acteur pour Javier Bardem
  - Meilleure actrice pour Nicole Kidman
  - Meilleur acteur dans un second rôle pour J. K. Simmons